# Pro jedno kousnutí
Pro jedno kousnutí (v anglickém originále Once Bitten) je americká filmová komedie z roku 1985. Režisérem filmu je Howard Storm. Hlavní role ve filmu ztvárnili Lauren Hutton, Jim Carrey, Karen Kopins, Cleavon Little a Thomas Ballatore.

## Obsazení
| Lauren Hutton    | hraběnka     |
| Jim Carrey       | Mark Kendall |
| Karen Kopins     | Robin Pierce |
| Cleavon Little   | Sebastian    |
| Thomas Ballatore | Jamie        |
| Skip Lackey      | Russ         |
| Richard Schaal   | pan Kendall  |
| Peggy Pope       | paní Kendall |